# لیگ قهرمانان اقیانوسیه ۲۰۱۷
لیگ قهرمانان اقیانوسیه ۲۰۱۷ شانزدهمین دوره مسابقات قهرمانی باشگاه‌های اقیانوسیه، مسابقات فوتبال باشگاهی برتر در اقیانوسیه بود که توسط کنفدراسیون فوتبال اقیانوسیه (اواف‌سی) سازماندهی شد و یازدهمین فصل با نام فعلی لیگ قهرمانان اقیانوسیه بود.
در فینال، اوکلند سیتی در مجموع ۵–۰ تیم ولینگتون را شکست داد و لیگ قهرمانان اقیانوسیه را برای هفتمین سال متوالی و در مجموع نهمین بار فتح کرد و به عنوان نماینده اقیانوسیه در جام باشگاه‌های جهان ۲۰۱۷ در امارات متحده عربی راه یافت.

## تغییر فرمت
اواف‌سی تصمیم گرفت مسابقات را گسترش دهد و قالب را برای نسخه ۲۰۱۷ تغییر دهد:
- این مسابقات شامل چهار مرحله بود: مرحله مقدماتی، مرحله گروهی، نیمه نهایی و فینال.
- برای مرحله مقدماتی مانند فصل گذشته چهار تیم در این مرحله شرکت کردند که یک تیم از هر چهار انجمن در حال توسعه حضور داشتند. این مرحله به تک‌بازی در یک مکان برگزار شد و تیم اول و دوم به مرحله گروهی صعود کردند (برخلاف سال قبل که فقط تیم اول صعود می‌کرد).
- برای مرحله گروهی، ۱۶ تیم در این مرحله شرکت کردند (افزایش از ۱۲ تیم)، که شامل دو تیم از هفت انجمن توسعه یافته، به علاوه تیم اول و دوم مرحله مقدماتی بود. آنها به چهار گروه چهار تیمی تقسیم شدند، که در آن هر گروه به صورت تک‌بازی در یک مکان مختلف (به برخلاف فصل قبل که همه گروه‌ها در یک مکان واحد بودند) برگزار شد و برندگان هر گروه به نیمه نهایی راه یافتند.
- برای مرحله نیمه نهایی، چهار تیم به دو قرعه کشیده شدند که در قالب دو بازی خانگی و خارج از خانه (به جای یک مسابقه) انجام شد.
- فینال در قالب دو بازی خانگی و خارج از خانه انجام شد (به جای یک مسابقه).

## تیم‌ها
در مجموع ۱۸ تیم از ۱۱ انجمن اواف‌سی در مسابقات حضور یافتند.
- هفت انجمن توسعه یافته (فیجی، کالدونیای جدید، نیوزیلند، پاپوآ گینه نو، جزایر سلیمان، تاهیتی، وانواتو) هر کدام دو سهمیه در مرحله گروهی دریافت کردند.
- چهار انجمن در حال توسعه (ساموآی آمریکا، جزایر کوک، ساموآ، تونگا) هر کدام یک جایگاه در مرحله مقدماتی کسب کردند و تیم اول و دوم به مرحله گروهی صعود کردند.

| انجمن                 | تیم                 | نحوه صعود                                                      |
| شروع از مرحله گروهی   | شروع از مرحله گروهی | شروع از مرحله گروهی                                            |
| --------------------- | ------------------- | -------------------------------------------------------------- |
| فیجی                  | با                  | قهرمان لیگ ملی فوتبال فیجی ۲۰۱۶                                |
| فیجی                  | روا                 | نایب قهرمان لیگ ملی فوتبال فیجی ۲۰۱۶                           |
| کالدونیای جدید        | مجنتا               | قهرمان سوپر لیگ کالدونیای جدید ۲۰۱۵                            |
| کالدونیای جدید        | هیانگن اسپورت       | نایب قهرمان سوپر لیگ کالدونیای جدید ۲۰۱۵                       |
| نیوزیلند              | تیم ولینگتون        | قهرمان مرحله نهایی مسابقات قهرمانی فوتبال نیوزیلند ۱۶–۲۰۱۵     |
| نیوزیلند              | اوکلند سیتی         | رتبه اول فصل عادی مسابقات قهرمانی فوتبال نیوزیلند ۱۶–۲۰۱۵      |
| پاپوآ گینه نو         | لائه سیتی دویلرز    | نایب قهرمان مرحله قهرمانی لیگ ملی فوتبال پاپوآ گینه نو ۱۶–۲۰۱۵ |
| پاپوآ گینه نو         | مادانگ              | مقام پنجم لیگ ملی فوتبال پاپوآ گینه نو ۱۶–۲۰۱۵                 |
| جزایر سلیمان          | ماریست              | قهرمان اس-لیگ جزایر سلیمان ۲۰۱۶                                |
| جزایر سلیمان          | وسترن یونایتد       | نایب قهرمان اس-لیگ جزایر سلیمان ۲۰۱۶                           |
| تاهیتی                | تیفانا              | قهرمان لیگ ۱ تاهیتی ۱۶–۲۰۱۵                                    |
| تاهیتی                | سنترال اسپورت       | نایب قهرمان لیگ ۱ تاهیتی ۱۶–۲۰۱۵                               |
| وانواتو               | مالامپا ریوایورز    | نایب قهرمان سوپر لیگ ملی وانواتو ۲۰۱۵                          |
| وانواتو               | اراکور گلدن استار   | قهرمان سوپر لیگ چهار تیم برتر پورت ویلا ۲۰۱۶                   |
| شروع از مرحله مقدماتی |                     |                                                                |
| ساموآی آمریکا         | اوتولی یوث          | قهرمان لیگ بزرگسالان ساموآی آمریکا ۲۰۱۵                        |
| جزایر کوک             | پوایکورا            | قهرمان جام جزایر کوک ۲۰۱۶                                      |
| ساموآ                 | لوپه اوله سواگا     | قهرمان لیگ ملی ساموآ ۱۵–۲۰۱۴                                   |
| تونگا                 | ویتونگو             | قهرمان لیگ برتر تونگا ۲۰۱۵                                     |

## برنامه مسابقات
| مرحله         | مرحله      | تاریخ قرعه کشی                  | تاریخ مسابقه |
| ------------- | ---------- | ------------------------------- | --- |
| مرحله مقدماتی | هفته ۱     | ۲۴ اوت ۲۰۱۶ (اوکلند، نیوزیلند)  | ۲۸ ژانویه – ۳ فوریه ۲۰۱۷                                                                                              |
| مرحله مقدماتی | هفته ۲     | ۲۴ اوت ۲۰۱۶ (اوکلند، نیوزیلند)  | ۲۸ ژانویه – ۳ فوریه ۲۰۱۷                                                                                              |
| مرحله مقدماتی | هفته ۳     | ۲۴ اوت ۲۰۱۶ (اوکلند، نیوزیلند)  | ۲۸ ژانویه – ۳ فوریه ۲۰۱۷                                                                                              |
| مرحله گروهی   | هفته ۱     | ۲۴ اوت ۲۰۱۶ (اوکلند، نیوزیلند)  | - گروه ۱: ۲۵ فوریه – ۳ مارس ۲۰۱۷ - گروه ۲: ۲۶ فوریه – ۴ مارس ۲۰۱۷ - گروه ۳: ۱۱–۱۸ مارس ۲۰۱۷ - گروه ۴: ۱۱–۱۷ مارس ۲۰۱۷ |
| مرحله گروهی   | هفته ۲     | ۲۴ اوت ۲۰۱۶ (اوکلند، نیوزیلند)  | - گروه ۱: ۲۵ فوریه – ۳ مارس ۲۰۱۷ - گروه ۲: ۲۶ فوریه – ۴ مارس ۲۰۱۷ - گروه ۳: ۱۱–۱۸ مارس ۲۰۱۷ - گروه ۴: ۱۱–۱۷ مارس ۲۰۱۷ |
| مرحله گروهی   | هفته ۳     | ۲۴ اوت ۲۰۱۶ (اوکلند، نیوزیلند)  | - گروه ۱: ۲۵ فوریه – ۳ مارس ۲۰۱۷ - گروه ۲: ۲۶ فوریه – ۴ مارس ۲۰۱۷ - گروه ۳: ۱۱–۱۸ مارس ۲۰۱۷ - گروه ۴: ۱۱–۱۷ مارس ۲۰۱۷ |
| نیمه نهایی    | بازی رفت   | ۲۰ مارس ۲۰۱۷ (اوکلند، نیوزیلند) | ۸–۱۶ آوریل ۲۰۱۷ |
| نیمه نهایی    | بازی برگشت | ۲۰ مارس ۲۰۱۷ (اوکلند، نیوزیلند) | ۸–۱۶ آوریل ۲۰۱۷ |
| فینال         | بازی رفت   | ۲۰ مارس ۲۰۱۷ (اوکلند، نیوزیلند) | ۳۰ آوریل– ۷ مه ۲۰۱۷                                                                                                   |
| فینال         | بازی برگشت | ۲۰ مارس ۲۰۱۷ (اوکلند، نیوزیلند) | ۳۰ آوریل– ۷ مه ۲۰۱۷                                                                                                   |

## قرعه کشی
قرعه کشی مرحله مقدماتی و مرحله گروهی در ۲۴ اوت ۲۰۱۶، ساعت ۱۲:۳۰ (یوتی‌سی ۱۲:۰۰+)، در مقر اواف‌سی در اوکلند، نیوزیلند برگزار شد.
برای مرحله مقدماتی، چهار تیم در هر یک از چهار موقعیت ۱–۴ قرار گرفتند تا ترتیب بازی‌ها مشخص شود.
برای مرحله گروهی، ۱۶ تیم (۱۴ تیم مرحله گروهی و دو تیم صعود کننده از مرحله مقدماتی) در چهار گروه چهار تیمی قرار گرفتند که هر گروه شامل یک تیم از هر چهار گلدان بود که همچنین موقعیت‌های هر گروه را برای تعیین بازی‌ها نشان داد. تیم‌های یک انجمن نمی‌توانند به یک گروه کشیده شوند. تیم‌ها بر اساس موارد زیر جدا شدند:
- تیم‌هایی که سید ۱–۱۱ را کسب کردند، بر اساس نتایج تیم در لیگ قهرمانان اقیانوسیه ۲۰۱۶ بودند.
- تیم‌هایی که سید۱۲–۱۴ را کسب کردند، بر اساس نتایج انجمن خود در لیگ قهرمانان اقیانوسیه ۲۰۱۶ بودند.
- تیم‌هایی که سید ۱۵–۱۶ را کسب کردند تیم‌های اول و دوم مرحله مقدماتی بودند که هویت آنها در زمان قرعه کشی مشخص نبود.

| گلدان ۱                                           | گلدان ۲                                       | گلدان ۳                                                      | گلدان ۴                                                                                 |
| ------------------------------------------------- | --------------------------------------------- | ------------------------------------------------------------ | --------------------------------------------------------------------------------------- |
| 1. اوکلند سیتی 2. تیم ولینگتون 3. مجنتا 4. تیفانا | 1. مالامپا ریوایورز 2. مادانگ 3. با 4. ماریست | 1. روا 2. لائه سیتی دویلرز 3. هیانگن اسپورت 4. سنترال اسپورت | 1. اراکور گلدن استار 2. وسترن یونایتد 3. تیم اول مرحله مقدماتی 4. تیم دوم مرحله مقدماتی |

## مرحله مقدماتی
در مرحله مقدماتی چهار تیم به تک‌بازی به مصاف یکدیگر رفتند. تیم اول و دوم به مرحله گروهی راه یافتند تا به ۱۴ شرکت کننده مستقیم بپیوندند.
مسابقات بین ۲۸ ژانویه تا ۳ فوریه ۲۰۱۷ در نوکوآلوفا، تونگا برگزار شد. همه زمان‌ها محلی بودند، (یوتی‌سی ۱۳:۰۰+).

| رتبه | تیم             | بازی | برد | مساوی | باخت | گل زده | گل خورده | گل تفاضل | امتیاز | صلاحیت      |   | PUA | LUP | VEI | UTU |
| ---- | --------------- | ---- | --- | ----- | ---- | ------ | -------- | -------- | ------ | ----------- | - | --- | --- | --- | --- |
| ۱    | پوایکورا        | ۳    | ۳   | ۰     | ۰    | ۹      | ۲        | ۷+       | ۹      | مرحله گروهی |   | —   | ۲–۱ | —   | ۳–۱ |
| ۲    | لوپه اوله سواگا | ۳    | ۱   | ۱     | ۱    | ۶      | ۶        | ۰        | ۴      | مرحله گروهی |   | —   | —   | ۱–۱ | —   |
| ۳    | ویتونگو (H)     | ۳    | ۱   | ۱     | ۱    | ۴      | ۶        | ۲−       | ۴      |             |   | ۰–۴ | —   | —   | ۳–۱ |
| ۴    | اوتولی یوث      | ۳    | ۰   | ۰     | ۳    | ۵      | ۱۰       | ۵−       | ۰      |             | — | ۳–۴ | —   | —   |     |

| تیم ۱           | نتیجه | تیم ۲           |
| --------------- | ----- | --------------- |
| اوتولی یوث      | ۳–۴   | لوپه اوله سواگا |
| ویتونگو         | ۰–۴   | پوایکورا        |
| پوایکورا        | ۲–۱   | لوپه اوله سواگا |
| ویتونگو         | ۳–۱   | اوتولی یوث      |
| پوایکورا        | ۳–۱   | اوتولی یوث      |
| لوپه اوله سواگا | ۱–۱   | ویتونگو         |

## مرحله گروهی
در مرحله گروهی، ۴ تیم در هر گروه به صورت تک‌بازی با یکدیگر دیدار کردند. تیم‌های برتر هر گروه به نیمه نهایی راه یافتند.
میزبان هر گروه در ۱۰ اکتبر ۲۰۱۶ اعلام شد. این برنامه در ۱۷ ژانویه ۲۰۱۷ تأیید شد.

### گروه A
بازی‌ها از ۲۵ فوریه تا ۳ مارس ۲۰۱۷ در نومئا، کالدونیای جدید برگزار شد.

| رتبه | تیم             | بازی | برد | مساوی | باخت | گل زده | گل خورده | گل تفاضل | امتیاز | صلاحیت     |     | MAG | CEN | MAD | LUP |
| ---- | --------------- | ---- | --- | ----- | ---- | ------ | -------- | -------- | ------ | ---------- | --- | --- | --- | --- | --- |
| ۱    | مجنتا (H)       | ۳    | ۳   | ۰     | ۰    | ۱۱     | ۳        | ۸+       | ۹      | نیمه نهایی |     | —   | ۴–۲ | ۵–۰ | —   |
| ۲    | سنترال اسپورت   | ۳    | ۲   | ۰     | ۱    | ۱۲     | ۷        | ۵+       | ۶      |            |     | —   | —   | —   | ۳–۰ |
| ۳    | مادانگ          | ۳    | ۱   | ۰     | ۲    | ۷      | ۱۵       | ۸−       | ۳      |            | —   | ۳–۷ | —   | —   |     |
| ۴    | لوپه اوله سواگا | ۳    | ۰   | ۰     | ۳    | ۴      | ۹        | ۵−       | ۰      |            | ۱–۲ | —   | ۳–۴ | —   |     |

| تیم ۱           | نتیجه | تیم ۲           |
| --------------- | ----- | --------------- |
| مادانگ          | ۳–۷   | سنترال اسپورت   |
| لوپه اوله سواگا | ۱–۲   | مجنتا           |
| لوپه اوله سواگا | ۳–۴   | مادانگ          |
| مجنتا           | ۴–۲   | سنترال اسپورت   |
| سنترال اسپورت   | ۳–۰   | لوپه اوله سواگا |
| مجنتا           | ۵–۰   | مادانگ          |

### گروه B
بازی‌ها از ۲۶ فوریه تا ۴ مارس ۲۰۱۷ در کنی، کالدونیای جدید برگزار شد.

| رتبه | تیم               | بازی | برد | مساوی | باخت | گل زده | گل خورده | گل تفاضل | امتیاز | صلاحیت     |     | WEL | HIE | BAF | PUA |
| ---- | ----------------- | ---- | --- | ----- | ---- | ------ | -------- | -------- | ------ | ---------- | --- | --- | --- | --- | --- |
| ۱    | تیم ولینگتون      | ۳    | ۳   | ۰     | ۰    | ۱۵     | ۲        | ۱۳+      | ۹      | نیمه نهایی |     | —   | ۳–۱ | ۸–۰ | —   |
| ۲    | هیانگن اسپورت (H) | ۳    | ۱   | ۱     | ۱    | ۵      | ۵        | ۰        | ۴      |            |     | —   | —   | —   | ۳–۱ |
| ۳    | با                | ۳    | ۱   | ۱     | ۱    | ۲      | ۹        | ۷−       | ۴      |            | —   | ۱–۱ | —   | —   |     |
| ۴    | پوایکورا          | ۳    | ۰   | ۰     | ۳    | ۲      | ۸        | ۶−       | ۰      |            | ۱–۴ | —   | ۰–۱ | —   |     |

| تیم ۱         | نتیجه | تیم ۲         |
| ------------- | ----- | ------------- |
| پوایکورا      | ۱–۴   | تیم ولینگتون  |
| با            | ۱–۱   | هیانگن اسپورت |
| پوایکورا      | ۰–۱   | با            |
| تیم ولینگتون  | ۳–۱   | هیانگن اسپورت |
| تیم ولینگتون  | ۸–۰   | با            |
| هیانگن اسپورت | ۳–۱   | پوایکورا      |

### گروه C
بازی‌ها از ۱۱ تا ۱۸ مارس ۲۰۱۷ در اوکلند، نیوزیلند برگزار شد.

| رتبه | تیم              | بازی | برد | مساوی | باخت | گل زده | گل خورده | گل تفاضل | امتیاز | صلاحیت     |   | AUC | WES | LAE | MAL  |
| ---- | ---------------- | ---- | --- | ----- | ---- | ------ | -------- | -------- | ------ | ---------- | - | --- | --- | --- | ---- |
| ۱    | اوکلند سیتی (H)  | ۳    | ۳   | ۰     | ۰    | ۱۵     | ۱        | ۱۴+      | ۹      | نیمه نهایی |   | —   | —   | ۲–۰ | ۱۱–۰ |
| ۲    | وسترن یونایتد    | ۳    | ۲   | ۰     | ۱    | ۸      | ۶        | ۲+       | ۶      |            |   | ۱–۲ | —   | —   | ۲–۱  |
| ۳    | لائه سیتی دویلرز | ۳    | ۱   | ۰     | ۲    | ۸      | ۹        | ۱−       | ۳      |            | — | ۳–۵ | —   | —   |      |
| ۴    | مالامپا ریوایورز | ۳    | ۰   | ۰     | ۳    | ۳      | ۱۸       | ۱۵−      | ۰      |            | — | —   | ۲–۵ | —   |      |

| تیم ۱            | نتیجه | تیم ۲            |
| ---------------- | ----- | ---------------- |
| مالامپا ریوایورز | ۲–۵   | لائه سیتی دویلرز |
| وسترن یونایتد    | ۱–۲   | اوکلند سیتی      |
| وسترن یونایتد    | ۲–۱   | مالامپا ریوایورز |
| اوکلند سیتی      | ۲–۰   | لائه سیتی دویلرز |
| لائه سیتی دویلرز | ۳–۵   | وسترن یونایتد    |
| اوکلند سیتی      | ۱۱–۰  | مالامپا ریوایورز |

### گروه D
بازی‌ها از ۱۱ تا ۱۷ مارس ۲۰۱۷ در پیرائه، تاهیتی برگزار شد.

| رتبه | تیم               | بازی | برد | مساوی | باخت | گل زده | گل خورده | گل تفاضل | امتیاز | صلاحیت     |     | TEF | MAR | ERA | REW |
| ---- | ----------------- | ---- | --- | ----- | ---- | ------ | -------- | -------- | ------ | ---------- | --- | --- | --- | --- | --- |
| ۱    | تیفانا (H)        | ۳    | ۲   | ۱     | ۰    | ۸      | ۴        | ۴+       | ۷      | نیمه نهایی |     | —   | ۲–۲ | —   | ۲–۰ |
| ۲    | ماریست            | ۳    | ۱   | ۱     | ۱    | ۷      | ۶        | ۱+       | ۴      |            |     | —   | —   | —   | ۴–۲ |
| ۳    | اراکور گلدن استار | ۳    | ۱   | ۰     | ۲    | ۵      | ۷        | ۲−       | ۳      |            | ۲–۴ | ۲–۱ | —   | —   |     |
| ۴    | روا               | ۳    | ۱   | ۰     | ۲    | ۴      | ۷        | ۳−       | ۳      |            | —   | —   | ۲–۱ | —   |     |

| تیم ۱             | نتیجه | تیم ۲             |
| ----------------- | ----- | ----------------- |
| ماریست            | ۴–۲   | روا               |
| اراکور گلدن استار | ۲–۴   | تیفانا            |
| اراکور گلدن استار | ۲–۱   | ماریست            |
| تیفانا            | ۲–۰   | روا               |
| روا               | ۲–۱   | اراکور گلدن استار |
| تیفانا            | ۲–۲   | ماریست            |

## مرحله حذفی
در مرحله حذفی، چهار تیم به صورت تک‌حذفی بازی کردند و هر مسابقه به صورت دو بازی رفت و برگشت انجام شد. در صورت مساوی بودن در مجموع، گل‌های خارج از خانه برنده را تعیین می‌کرد.
قرعه کشی مرحله حذفی در تاریخ ۲۰ مارس ۲۰۱۷، ساعت ۱۱:۳۰ (یوتی‌سی ۱۳:۰۰+)، در مقر اواف‌سی در اوکلند، نیوزیلند، برگزار شد تا در مورد مسابقات و ترتیب بازی‌های نیمه نهایی تصمیم‌گیری شود.
|  | نیمه نهایی   | نیمه نهایی   | نیمه نهایی   | نیمه نهایی | نیمه نهایی |   |             | فینال       | فینال | فینال | فینال | فینال |
|  |              |              |              |            |            |   |             |             |       |       |       |       |
|  | تیفانا       | تیفانا       | ۰            | ۰          | ۰          |   |             |             |       |       |       |       |
|  | اوکلند سیتی  | اوکلند سیتی  | ۲            | ۲          | ۴          |   |             |             |       |       |       |       |
|  |              |              |              |            |            |   | اوکلند سیتی | اوکلند سیتی | ۳     | ۲     | ۵     |       |
|  |              | تیم ولینگتون | تیم ولینگتون | ۰          | ۰          | ۰ |             |             |       |       |       |       |
|  | مجنتا        | مجنتا        | ۲            | ۱          | ۳          |   |             |             |       |       |       |       |
|  | تیم ولینگتون | تیم ولینگتون | ۲            | ۷          | ۹          |   |             |             |       |       |       |       |

### نیمه نهایی
بازی‌ها در ۸ و ۱۶ آوریل برگزار شد.
| تیم ۱  | نتیجه نهایی | تیم ۲        | بازی رفت | بازی برگشت |
| ------ | ----------- | ------------ | -------- | ---------- |
| تیفانا | ۰–۴         | اوکلند سیتی  | ۰–۲      | ۰–۲        |
| مجنتا  | ۳–۹         | تیم ولینگتون | ۲–۲      | ۱–۷        |

### فینال
بازی‌ها در ۳۰ آوریل و ۷ مه ۲۰۱۷ برگزار شد.
| تیم ۱       | نتیجه‌نهایی | تیم ۲        | بازی رفت | بازی برگشت |
| ----------- | ---------- | ------------ | -------- | ---------- |
| اوکلند سیتی | ۵–۰        | تیم ولینگتون | ۳–۰      | ۲–۰        |